# 鳥浜町
鳥浜町（とりはまちょう）は、神奈川県横浜市金沢区の町名。丁番を持たない単独町名である。住居表示未実施。面積は1.264km²。

## 地理
根岸湾南部の湾口部に半島状に張り出した埋立地で、金沢区の最北端に位置する。北西側は北台川を挟んで昭和町に、南東側は国道357号などを挟んで富岡東二丁目に、南西側は幸浦一丁目と白帆に接する。

## 歴史
埋立計画段階では隣接する金沢区昭和町および富岡東の埋立部と合わせて根岸湾第2期ハ地区と呼ばれ、1961年から1966年にかけての第一次港湾整備5カ年計画および1961年4月に運輸省より承認を受けた横浜港改定港湾計画によると、面積1,426,000m2、工期は1963年4月-1968年3月、事業費は80億円であった。1965年に、完工時期を1970年3月、事業費91億円に変更された。埋立には根岸湾の浚渫土砂のほか富岡の在日米軍富岡倉庫地区として接収されていた土地の土砂の使用が考えられていたが、接収解除後に自衛隊駐屯地として利用することを検討していた防衛庁（当時）との間で交渉が難航した。そのため、称名寺裏の丘の西武鉄道不動産部開発地からプッシャーバージで輸送された土砂が使われている。土砂採取地跡は金沢区西柴の地名が付き、西武グループにより宅地化された。埋立地は、当初は大型車両工場や精密機械工場を誘致するための交渉が進められていたが、1963年に飛鳥田一雄が横浜市長に就任し、従来の市街地からの工場移転の促進を図るため、中小企業団地を設けるよう方針転換がなされた。しかし、分譲地の1軒あたりの面積に制約があったことや、移転跡地を市に優先的に売却する条項がなかったことから、旧市街地の再生には目立った効果が上がらなかった。
1966年8月31日、日本原子力船開発事業団より原子力船の定係港としたい旨の申し入れがあったが、翌年7月に横浜市はこれを正式に拒否した。1971年4月23日、金沢区に埋立編入。1973年には横浜市中央卸売市場南部市場（現・横浜南部市場）が開場。1987年に、南側に広がる金沢木材港の一部を埋め立ててマリーナを建設する計画が決定。1993年から1995年に掛けて埋立が行われ、1995年7月10日に金沢区白帆として埋立編入された。2009年には東京入国管理局横浜支局（現 : 東京出入国在留管理局横浜支局）が中区山下町から鳥浜町へ移転した。

### 地名の由来
町名は、この近くの鳥見塚に多くの鳥が飛来したことから付けられた。

## 世帯数と人口
2025年（令和7年）2月28日現在（横浜市発表）の世帯数と人口は以下の通りである。
| 町丁   | 世帯数 | 人口 |
| ------ | ------ | ---- |
| 鳥浜町 | 28世帯 | 32人 |

### 人口の変遷
国勢調査による人口の推移。
| 年                 | 人口        |
| ------------------ | ----------- |
| 1995年（平成7年）  | 100         |
| 2000年（平成12年） | 51          |
| 2005年（平成17年） | 43          |
| 2010年（平成22年） | 154         |
| 2015年（平成27年） | 0(秘匿扱い) |
| 2020年（令和2年）  | 28          |

### 世帯数の変遷
国勢調査による世帯数の推移。
| 年                 | 世帯数      |
| ------------------ | ----------- |
| 1995年（平成7年）  | 73          |
| 2000年（平成12年） | 40          |
| 2005年（平成17年） | 33          |
| 2010年（平成22年） | 91          |
| 2015年（平成27年） | 0(秘匿扱い) |
| 2020年（令和2年）  | 24          |

## 学区
市立小・中学校に通う場合、学区は以下の通りとなる（2024年11月時点）。
| 番地 | 小学校                 | 中学校               |
| ---- | ---------------------- | -------------------- |
| 全域 | 横浜市立並木第一小学校 | 横浜市立富岡東中学校 |

## 事業所
2021年（令和3年）現在の経済センサス調査による事業所数と従業員数は以下の通りである。
| 町丁   | 事業所数  | 従業員数 |
| ------ | --------- | -------- |
| 鳥浜町 | 411事業所 | 8,976人  |

### 事業者数の変遷
経済センサスによる事業所数の推移。
| 年                 | 事業者数 |
| ------------------ | -------- |
| 2016年（平成28年） | 391      |
| 2021年（令和3年）  | 411      |

### 従業員数の変遷
経済センサスによる従業員数の推移。
| 年                 | 従業員数 |
| ------------------ | -------- |
| 2016年（平成28年） | 8,488    |
| 2021年（令和3年）  | 8,976    |

## 進出企業
売却可能面積約1,150,000m²のうち大企業用地約825,000m²、中小企業用地約330,000m²で、大企業用地にはトヨタ自動車販売（現・トヨタメトロジック）、丸善石油（現・コスモ石油）の油槽所、船具メーカーの心丸ハッチボード、佐野鋼材（現・リバースチール）、石川島播磨重工業（現・IHI）が進出。中小企業用地には金属関係40社、食品関係21社、運輸関係20社をはじめ、富岡東の埋立部を含め計151社が進出した。

## 交通
半島の付け根付近を金沢シーサイドラインと国道357号、首都高速湾岸線が通り、金沢シーサイドラインの南部市場駅と鳥浜駅（所在地は金沢区幸浦一丁目）が最寄り駅となる。首都高速の横浜中心街方面からは杉田出入口が最寄りとなり、幸浦方面からの上り線には当地の地名を冠した鳥浜町本線料金所がある。半島の先へは、新杉田駅と入国管理局前とを結ぶ横浜交通開発61系統の路線バスが利用できる。

## その他

### 日本郵便
- 郵便番号 : 236-0002[3]（集配局：横浜金沢郵便局[17]）

### 警察
町内の警察の管轄区域は以下の通りである。
| 番・番地等 | 警察署     | 交番・駐在所 |
| ---------- | ---------- | ------------ |
| 全域       | 金沢警察署 | 並木交番     |

## 参考資料
- 横浜市港湾局臨海開発部『横浜の埋立』1992年。
- “横浜市町区域要覧” (PDF).   横浜市市民局 (2016年6月). 2022年9月6日閲覧。